# Outlaw Country
Outlaw Country är en amerikansk TV-film från 2012 i regi av Michael Dinner och Adam Arkin.

## Handling
Eli är en lovande musiker i Nashville. Han drömmer om en karriär i musikens tecken, men hans far är en tuff gangsterboss som har andra planer för sin son.

## Roller i urval
- Mary Steenburgen – Anastasia Lee
- Luke Grimes – Eli Larkin
- Haley Bennett – Annabel Lee
- John Hawkes – Tarzen Larkin

## Om filmen
Outlaw Country filmades som ett pilotavsnitt 2010. Lisa Blount medverkade men avled samma år.